# Xã Sebewaing, Michigan
Xã Sebewaing (tiếng Anh: Sebewaing Township) là một xã thuộc quận Huron, tiểu bang Michigan, Hoa Kỳ. Năm 2010, dân số của xã này là 2.724 người.